# روسچینیو
روسچینیو (به ایتالیایی: Roscigno) یک کومونه در ایتالیا است که در استان سالرنو واقع شده‌است. روسچینیو ۱۴ کیلومتر مربع مساحت و ۸۲۷ نفر جمعیت دارد و ۵۷۰ متر بالاتر از سطح دریا واقع شده‌است.